# Sarah Louis-Jean
Sarah Louis-Jean est une artiste de cirque canadienne née à Montréal. Elle se spécialise dans les boleadoras.
En tant qu’artiste de performance, elle a travaillé dans plusieurs pays. Elle travaille aussi comme coach artistique et chanteuse.
À la télévision et au cinéma, elle œuvre autant comme comédienne que comme artiste de cirque, cascadeuse et danseuse.

## Biographie
Sarah Louis-Jean commence à pratiquer le ballet dès l’âge de 3 ans et poursuit ses études entre autres à l’École supérieure de ballet du Québec et à l'École Nationale de ballet du Canada. À un très jeune âge, elle danse dans la production Casse-Noisette des Grands Ballets canadiens.
En 2015, elle a étudié à l’École supérieure de théâtre musical à Montréal et a suivi des ateliers divers de jeu à la caméra aux Ateliers Danielle Fichaud.
Au fil des années, Sarah Louis-Jean étudie plusieurs styles de danse différents, tels que le contemporain, le jazz, le hip hop, les claquettes, le flamenco, etc.
Elle approfondit entre autres l'art des boleadoras lors de sa formation à l'École nationale de cirque de Montréal, où elle obtient un diplôme en enseignement des arts du cirque.
Durant sa carrière comme artiste professionnelle, elle se produit devant des publics avec plusieurs productions, dont Best of Broadway, ainsi que Femmes au Casino de Montréal (incluant une performance spéciale avec Céline Dion), et à la cérémonie d'ouverture des Jeux olympiques à Vancouver. Sarah Louis-Jean œuvre aussi en recherche et création avec Les 7 doigts de la main pour les cérémonies d’ouvertures des Jeux olympiques de Sotchi. Elle a par ailleurs  dansé avec la compagnie de danse Les Sortilèges pendant 3 ans.
Elle a aussi travaillé en Allemagne avec plusieurs organisations telles que le Cirque Roncalli et le KrystallPalast.
De plus, elle est employée par le Cirque du Soleil en tant qu'interprète en danse et en boleadoras ainsi que coach et directrice artistique,,,. Passionnée et artiste reconnue par le plus grand magazine de danse au monde, nous avons pu également la voir performer comme interprète en boleadoras notamment avec le Cirque Éloize et au Dracula’s Cabaret en Australie.
Très active depuis le début des années 2000, Sarah Louis-Jean se distingue par son parcours et ses performances,, n'hésitant pas même à partager son art avec son public.

## Filmographie
En plus de ses performances professionnelles dans les arts du cirque, Sarah Louis-Jean œuvre à la télévision et au cinéma. De plus, elle apparaît aussi dans des publicités et performe comme artiste et danseuse dans plusieurs émissions de télévision.

### Cinéma
- 2015 : N.O.I.R. : Sandra

### Télévision
- 2010 : Échelle du talent
- 2021 : Talents bleus de la semaine des 4 Julie
- 2021-2022 : Chanteurs masqués
- 2021 : Cochon dingue[13]
- 2021 : Au Suivant
- 2021 : Bye Bye 2021 : Woke
- 2021 : District 31 : Enquêteuse
- 2021 : L'Homme qui aimait trop : Préposée de chambre
- 2021 : Les Honorables II : Greffière
- 2021 : L'heure bleue : Béa
- 2021 : Une autre histoire : Cliente café
- 2021 : Un lien familial : Voyageuse
- 2022 : Alertes : Amanda Sabara
- 2022 : Génial

## Prix et distinctions

### Record Guinness
Le 5 juillet 2019, Sarah Louis-Jean réalise un record reconnu par Guinness World Records pour le plus de coups au sol de boleadoras en une minute,,,.
En accomplissant cet exploit, Sarah Louis-Jean espère faire connaître les boleadoras et en inspirer plusieurs à se dépasser.
Elle agit aussi comme l’une des deux porte-parole officielles de l’édition de 2020 du Guinness World Records Tour, représentant le livre dans lequel son record est répertorié,.
Dans le cadre de ses activités comme porte-parole, elle est interviewée sur plusieurs chaînes de télévision pour annoncer la nouvelle édition du Livre Guinness des records. On peut la voir, entre autres, sur CTV News et Global News.